# Лупу Пік
Лупу Пік (нім. Lupu Pick; 2 січня 1886, Ясси, Румунія — 7 березня 1931, Берлін) — німецький актор, кінорежисер, сценарист і продюсер.

## Біографія
Батько Піку — австрієць, мати мала румунські корені. У 1909 році Пік почав акторську кар'єру на сцені театру імені Шиллера у Гамбурзі. У 1910 році він також працював в Літньому театрі у Фленсбурзі, де уперше виступив також режисером і де в 1911 році також грала Едіт Поска, на якій він одружився через рік. У 1913 році Пік зіграв роль лікаря в постановці п'єси «Зіпсовані» (Les Avariés) Ежена Бріє в Німецькому театрі у Берліні і став знаменитим. Він залишився працювати в Берліні і протягом шести років служив у Малому театрі на Унтер-ден-Лінден актором, режисером і членом правління театру.
Кінодебют Лупу Піка припав на 1910 рік. Він працював з Герхардом Лампрехтом, Ріхардом Освальдом, Хенріком Галеєном, Фріцем Лангом і знімався у власних стрічках. У 1917 році Пік заснував кінокомпанію Rex-Film AG. Він активно брав участь в громадському житті і в 1919 році своїм фільмом «Милосердя — Не вбивайте більше»! виступив проти смертної кари.
Разом зі сценаристом Карлом Майєром Пік зайнявся камерним кінематографом, знявши фільми «Скалки» (1921) і «Святвечір» (1923), започаткувавши новий жанр — «камершпіле». Останнім німим фільмом Піка стала історична стрічка «Наполеон на острові Святої Єлени» (1929).
Як актор Лупу Пик виступив ще раз у 1926 році, зігравши головну роль у стрічці «Останній візник Берліна», а також у 1928 році в ролі японського агента Мацумото у фільмі «Шпигуни» Фріца Ланга.
Дружина Піка Едіт Поска покінчила життя самогубством через чотири місяці після смерті чоловіка.

## Обрана фільмографія
Режисер
- 1918 — Хай буде світло! / Er werde Licht!
- 1918 — Марія Магдалина / Maria Magdalena
- 1919 — Милосердя — Не вбивайте більше! / Misericordia — Tötet nicht mehr!
- 1921 — Скалки / Scherben
- 1923 — Святвечір / Sylvester
- 1929 — Наполеон на острові Святої Єлени / Napoleon auf St. Helena

Актор
- 1914 — Пагода / Die Pagode
- 1916 — Казки Гофмана / Hoffmanns Erzählungen — Спаланзані, директор музею
- 1916 — Гомункулус / Homunculus
- 1917 — Портрет Доріана Грея / Das Bildnis des Dorian Gray — камердинер Доріана
- 1918 — Пан Ву / Mr. Wu
- 1921 — Скалки / Scherben
- 1922 — Олівер Твіст / Oliver Twist
- 1926 — Останній візник Берліна / Die letzte Droschke von Berlin
- 1928 — Лондонський лицар / A Knight in London
- 1928 — Шпигуни / Spione